# Lea Valley
Lea Valley – przysiółek w Anglii, w Hertfordshire. Leży 2,6 km od miasta Harpenden, 16,6 km od miasta Hertford i 37,5 km od Londynu. W 2015 miejscowość liczyła 645 mieszkańców.